# Heideblauwtje
Het heideblauwtje (Plebejus argus) is een vlinder die vooral op vochtige heide kan worden aangetroffen.

## Kenmerken
De vlinder heeft een spanwijdte van hooguit 3 centimeter. Bij de mannetjes zijn de vleugels aan de bovenzijde blauw, bij de vrouwtjes bruin met een rijtje halvemaanvormige vlekjes aan de achterrand.

## Habitat
Het heideblauwtje komt bijna enkel voor in vegetatie met gewone dophei, voornamelijk in de associatie van gewone dophei (Ericetum tetralicis).

## Gedrag en voortplanting
De waardplant is de gewone dophei. De rupsen leven van de bloemen en jonge scheuten van de plant; de vlinders van de nectar. De verpopping vindt onder de grond plaats.
De rupsen van het heideblauwtje leven in mutualisme met mieren van het geslacht Lasius, waaronder de humusmier (Lasius platythorax). Zowel de rupsen als de poppen hebben klieren die een zoete stof afscheiden, waar de mieren verzot op zijn. Vaak bouwen de mieren een nest rond de pop. De mieren 'beschermen' de rups en de pop en zelfs de net uitgekomen vlinder tegen predatoren. De vliegtijd is van juni tot augustus.

## Verspreiding en voorkomen
Het heideblauwtje komt voor in Europa en Azië, van Midden-Scandinavië tot Zuid-Spanje en van Frankrijk tot in Japan.
In Vlaanderen komt de soort enkel nog voor in de Kempen.
De soort gaat in aantal achteruit vanwege vermesting, verdroging en vergrassing van de heide. Maar ook vorst in de lentes en extreme hitte in de zomers midden jaren negentig en in 2004 zijn aan te wijzen als oorzaken.
Het heideblauwtje heeft de status kwetsbaar op de Nederlandse rode lijst.

## Synoniemen
- Lycaeides argus orientaloides Verity, 1931
- Lycaeides argus altaegidon Verity, 1931
- Lycaena alpina Courvoisier, 1911
- Lycaena aegon plouharnelensis Oberthür, 1910

## Ondersoorten
- Plebejus argus argus
- Plebejus argus aegon (Denis & Schiffermüller, 1775)
- Plebejus argus asur Agenjo, 1966
- Plebejus argus bejarensis (Chapman, 1902)
- Plebejus argus bellus (Herrich-Schäffer, 1844)
- Plebejus argus branuelasensis (Tutt, 1909)
- Plebejus argus casaiacus Chapman, 1907
- Plebejus argus claraobscura (Verity, 1931)
- Plebejus argus clarasiaticus (Verity,1931)
- Plebejus argus cleomenes (Fruhstorfer,1910)
- Plebejus argus coreanus Tutt, 1909
- Plebejus argus hypochionagraecea (Tutt, 1909)
- Plebejus argus lydiades (Fruhstorfer, 1910)
- Plebejus argus micrargus (Butler, 1878)
- Plebejus argus obensis (Forster, 1936)
- Plebejus argus pamirus (Forster, 1936)
- Plebejus argus seoki Shirozu & Sibitani, 1943
- Plebejus argus sultana (Forster, 1936)
- Plebejus argus vigensis Tutt, 1909
- Plebejus argus wolgensis (Forster, 1936)

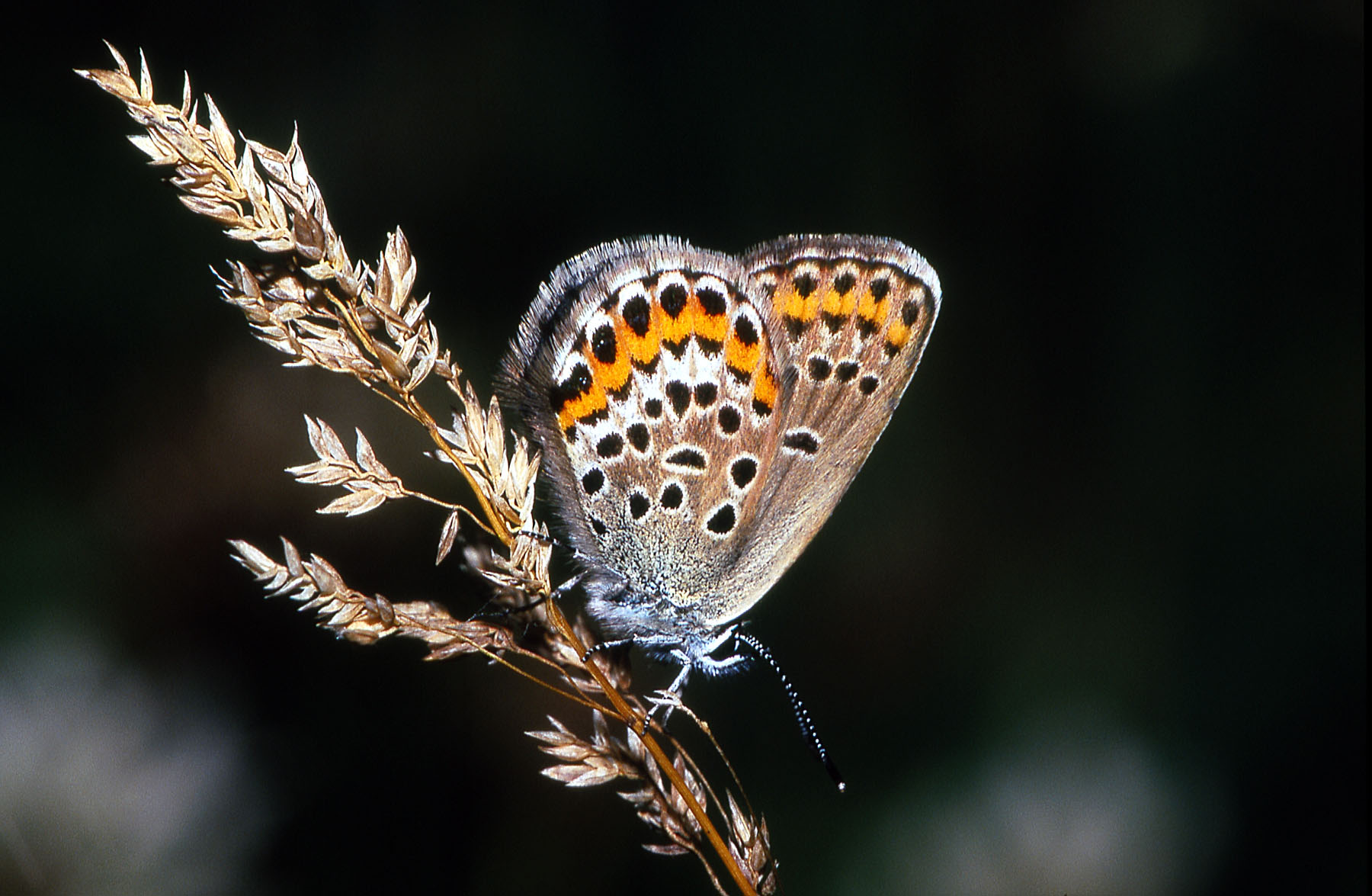
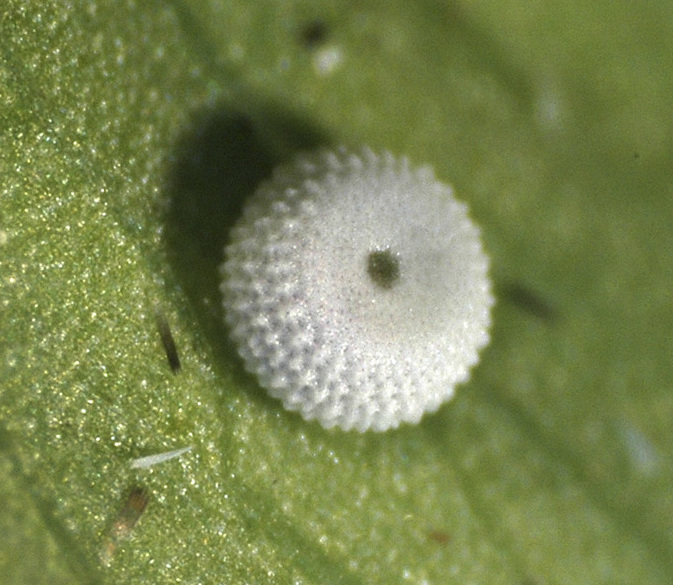
Ei